# 單夢祥
單夢祥（？—？），字绳武，原名丕继，山東省登州府黃縣人，清朝政治人物。

## 生平
光緒二十年（1894年）甲午科進士三甲61名。以知县即用。分发广东。署长宁县，严禁械斗，光绪三十一年六月，擔任清朝廣東省潮州府豐順縣知縣。后由張泰接任。后调署饶平县，兼理嘉应直隶州，调补高要县。致仕，家居二十余载。卒年八十三。